# آنجالی (فیلم ۱۹۹۰)
آنجالی (به تامیلی: Anjali) فیلمی محصول سال ۱۹۹۰ و به کارگردانی مانی راتنام است. در این فیلم بازیگرانی همچون راغوواران، رواتهی، شامیلی، پریم نات و نیشانتی ایفای نقش کرده‌اند.